# 奈良俣ダム

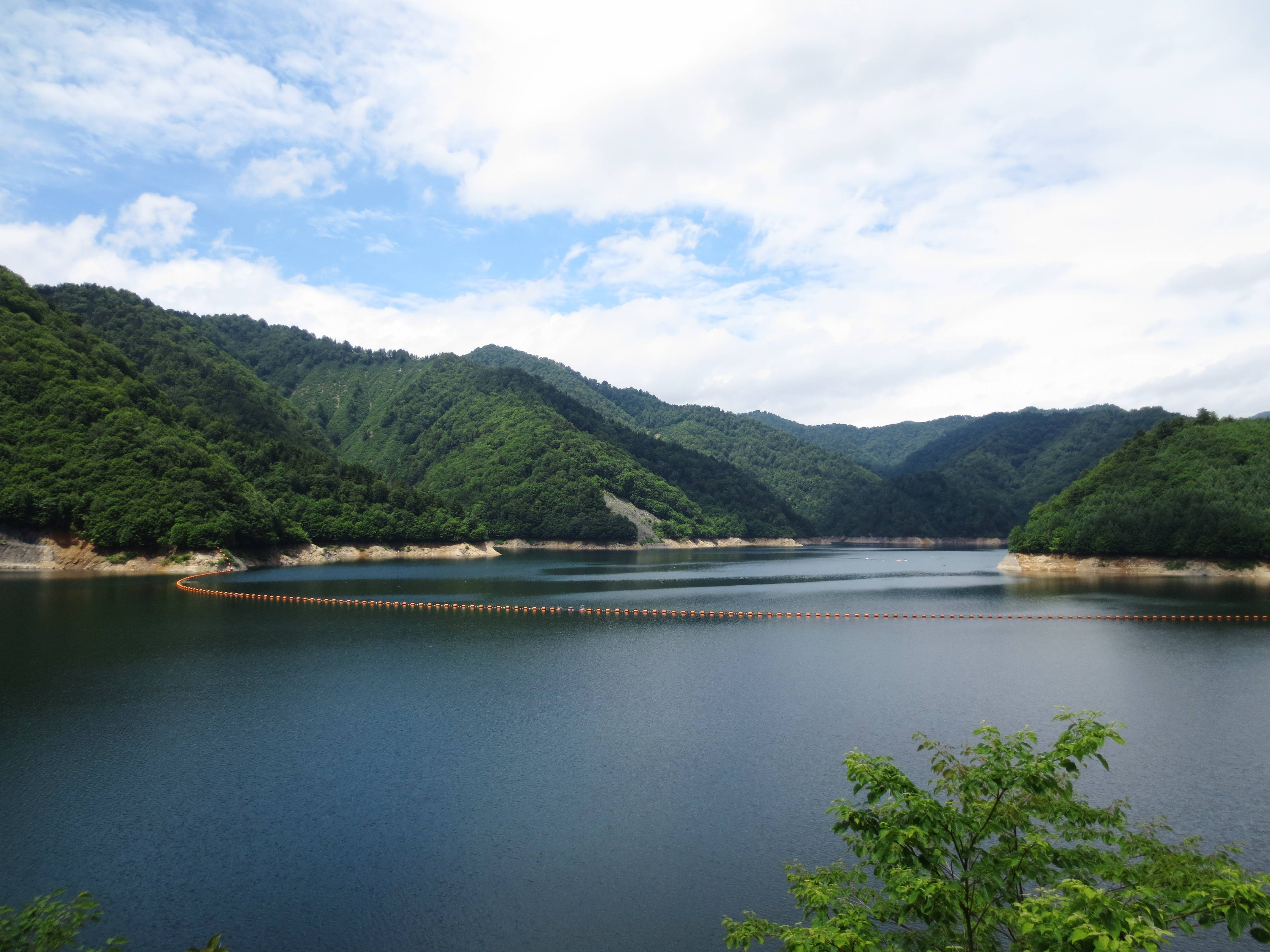
ならまた湖

奈良俣ダム（ならまたダム）は、群馬県利根郡みなかみ町、利根川水系楢俣川に建設されたダムである。

## 沿革
1949年（昭和24年）の「利根川改訂改修計画」、1962年（昭和37年）の「利根川水系水資源開発基本計画」策定により、利根川水系には建設省（現・国土交通省関東地方整備局）と独立行政法人水資源機構により利根川の洪水調節と首都圏の水がめとして利根川上流ダム群が続々建設され、矢木沢ダム・藤原ダム・下久保ダム・薗原ダム・相俣ダム・草木ダム・渡良瀬遊水地が完成していた。しかし止まる事を知らない首都圏の人口増加と工業地域拡充は水需要を更に逼迫させ、関東平野の農業技術発展と新規耕地拡大も農業用水の新たなる需要逼迫を招いた。
こうした事があり水資源開発公団は「利根川水系水資源開発基本計画」の計画一部変更を行い、洞元湖に注ぐ楢俣川に1973年（昭和48年）より多目的ダム事業が着手され、1990年（平成2年）完成した。洪水調節・不特定利水、房総半島東部地域の農地灌漑、首都圏及び群馬県への上水道・工業用水供給、そして県営発電（認可出力12,800kW）が目的である。
型式は中央土質遮水壁型ロックフィルダムであり、高さは158m。堤高160mの栗原川ダム（栗原川）が建設中止となった為、利根川水系のダムでは最も堤高が高いダムとなる。現在完成しているロックフィルダムの中では高瀬ダムの176m、徳山ダムの161mに次いで日本で3番目の高さである。
奈良俣ダムの建設により下流にあった楢俣ダムは名称を改め、通称として広く浸透していた「須田貝ダム」となった。

## 観光
須田貝ダムの人造湖・洞元湖より湯の小屋温泉方面に右折し湖沿いに直進。ダムは一般に積極的に開放されており、ダム左岸にはダム資料館「ヒルトップ奈良俣」がある。雪解けの時期になるとダム左岸にある洪水吐きから雪解け水が放流される。この付近は矢木沢ダム・須田貝ダム・藤原ダム・奈良俣ダムとダムが密集する地域でもある。

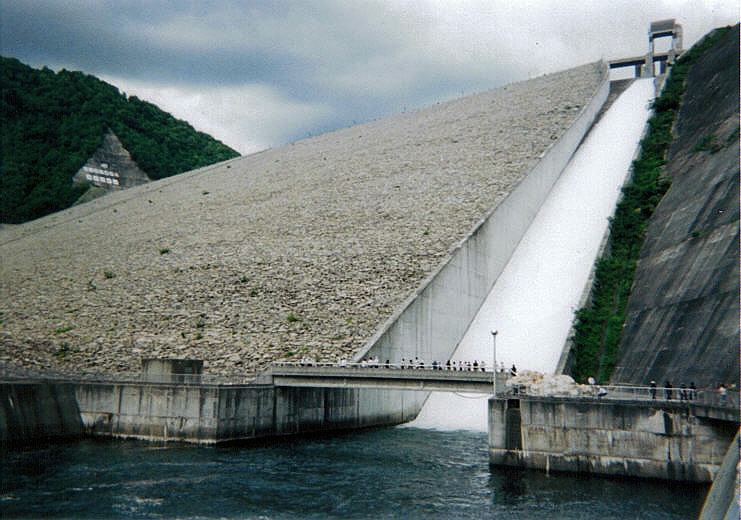
試験放流
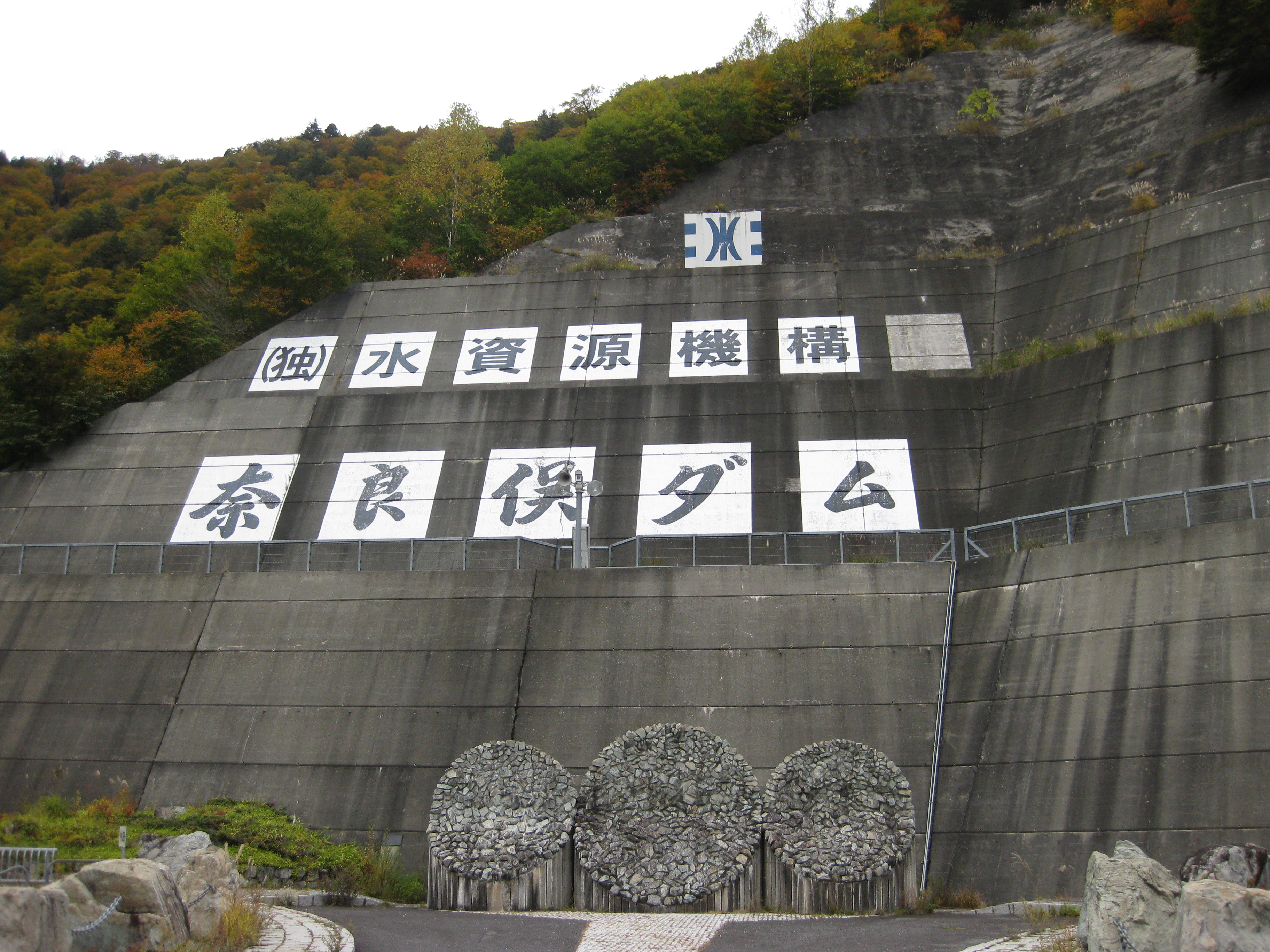
奈良俣ダムの標示とモニュメント
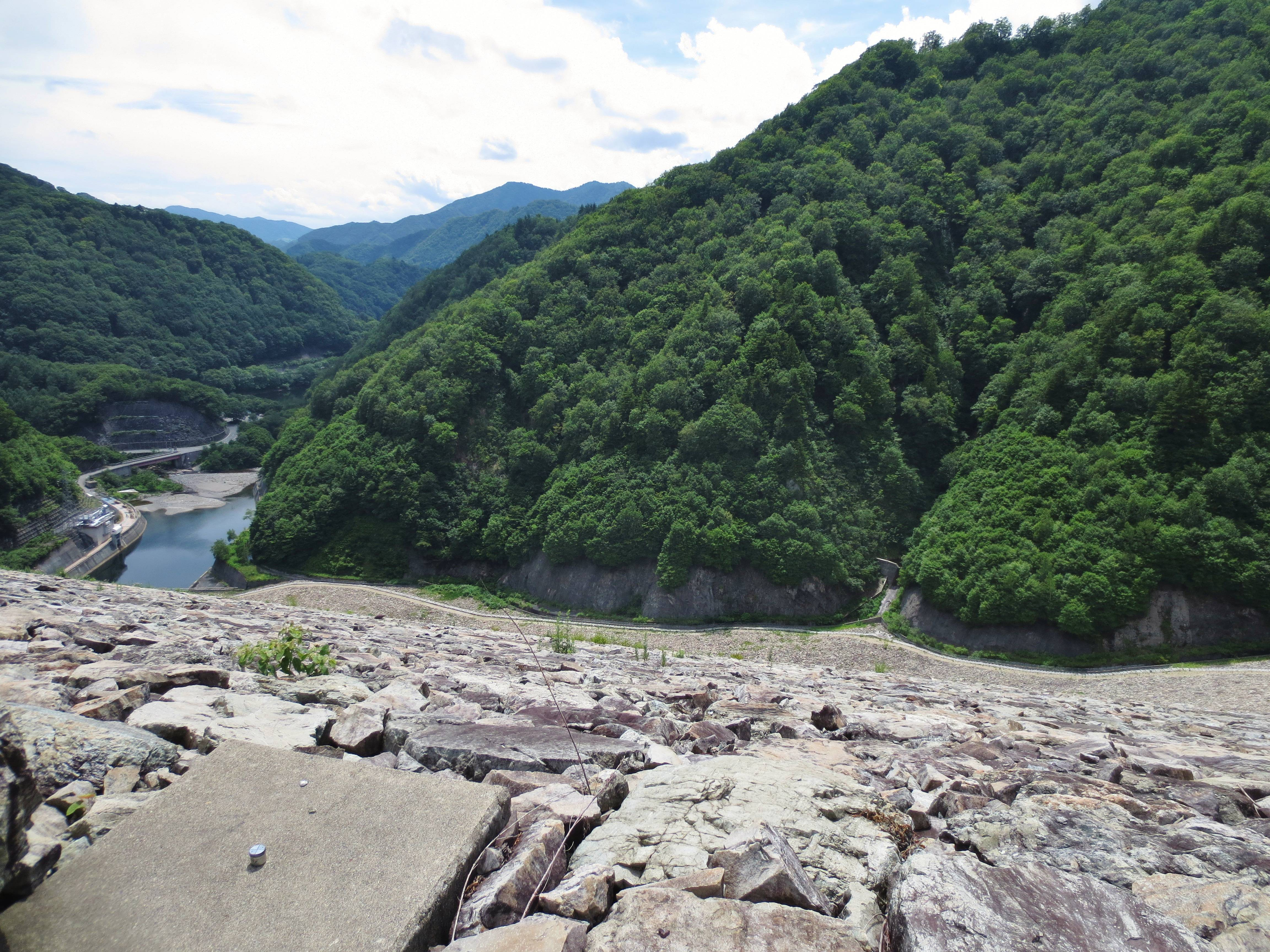
天端より下流側を見下ろす
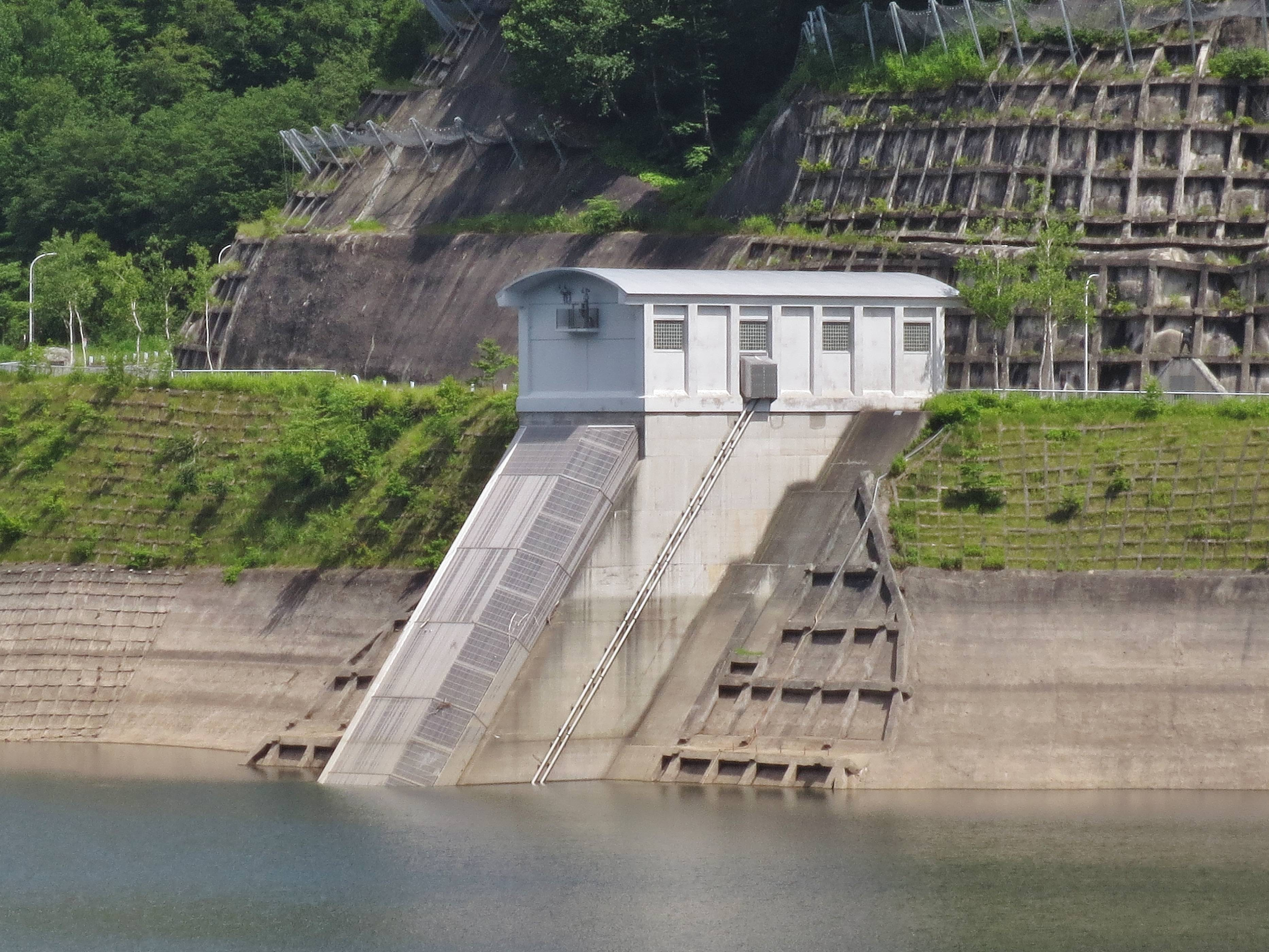
取水施設
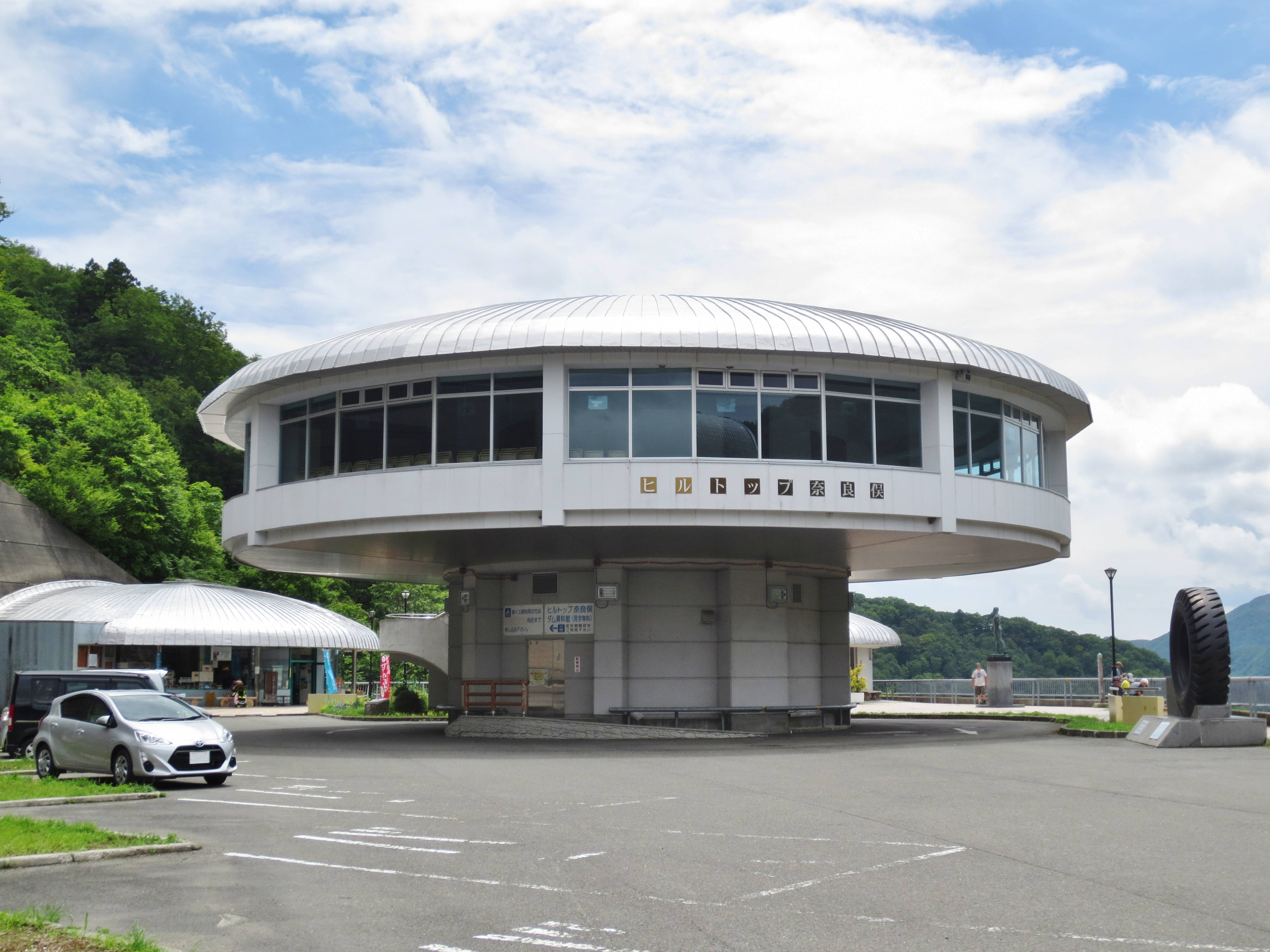
ヒルトップ奈良俣（資料館）
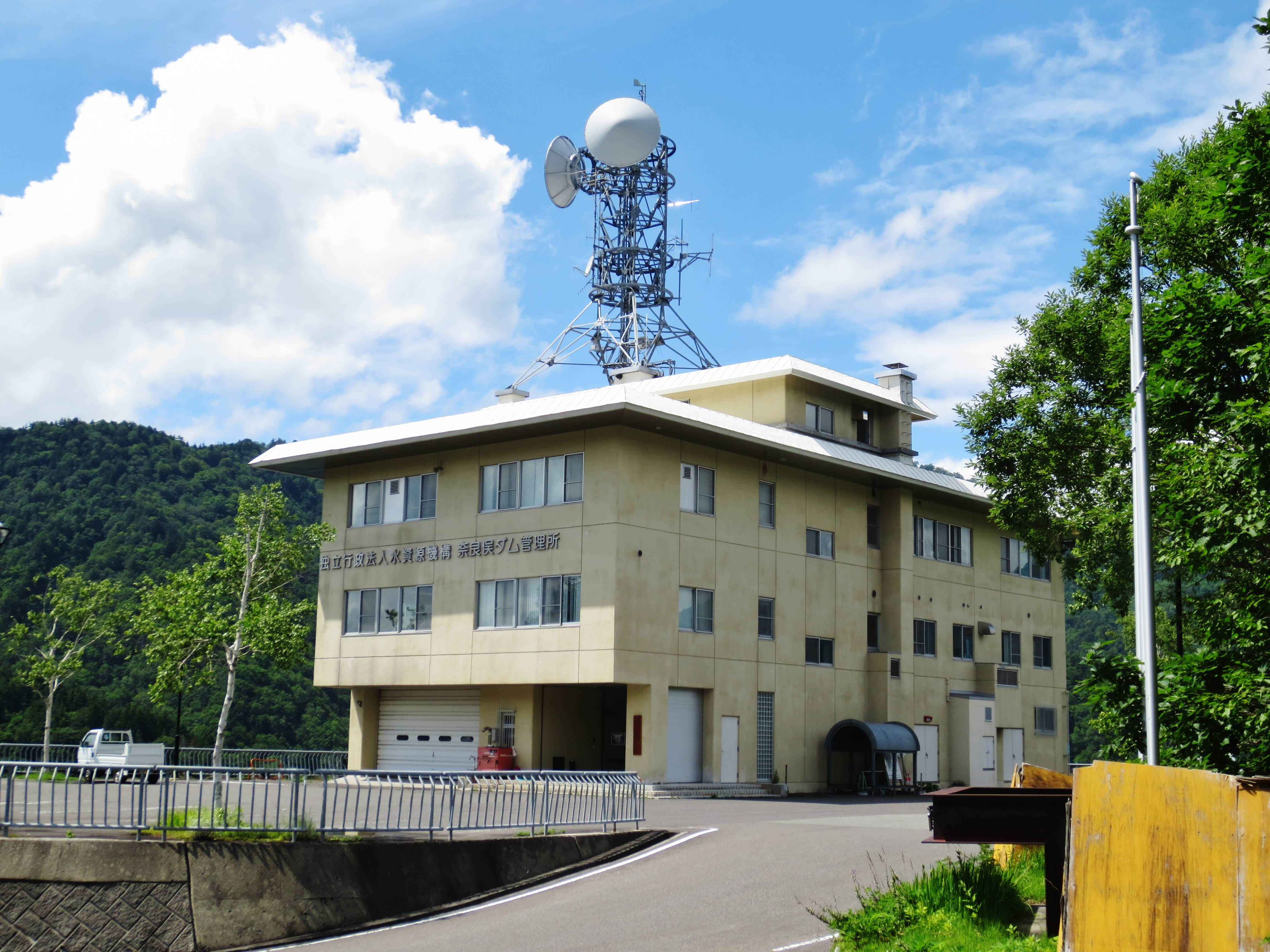
奈良俣ダム管理所
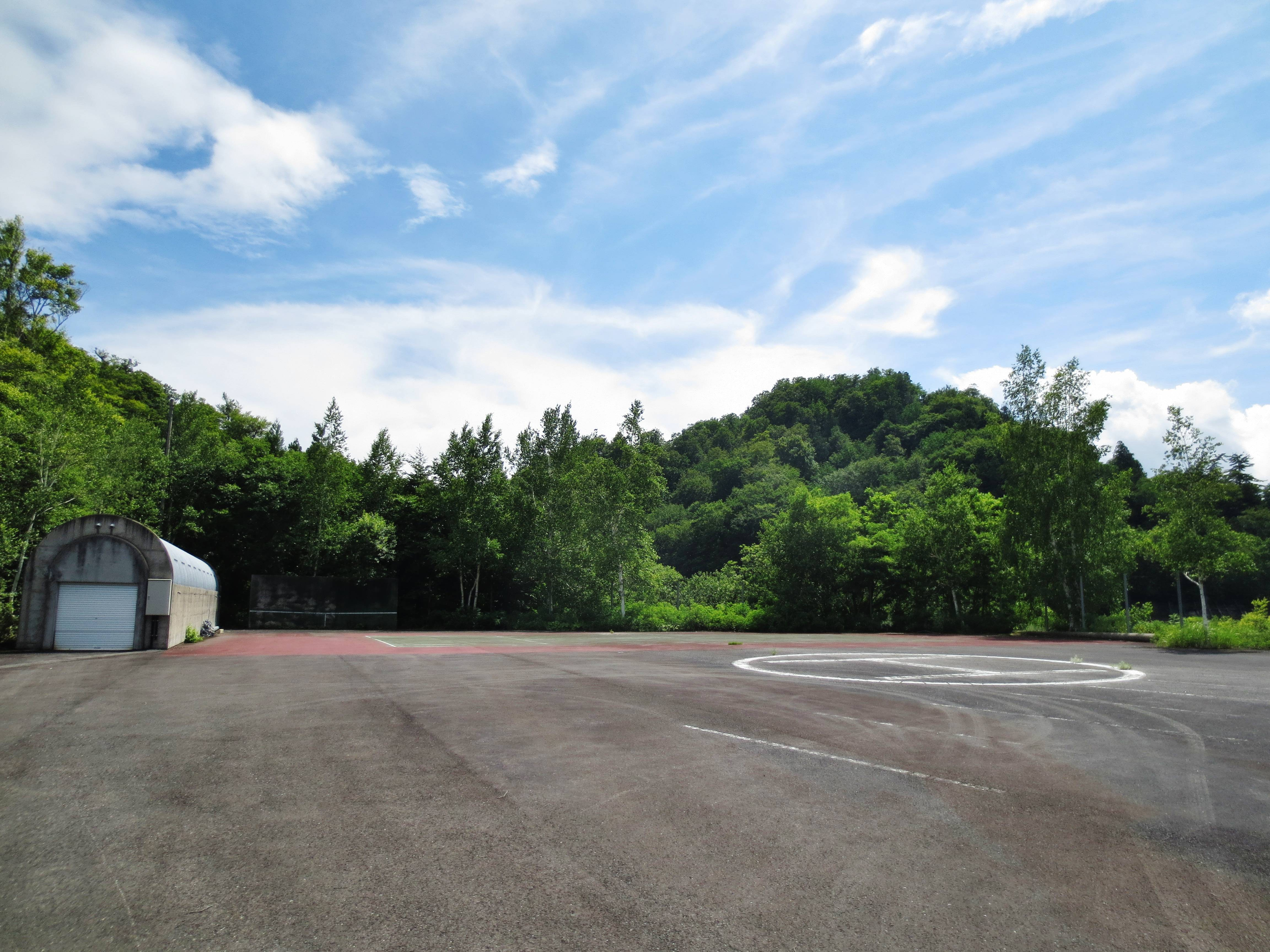
管理所付近にあるヘリポート
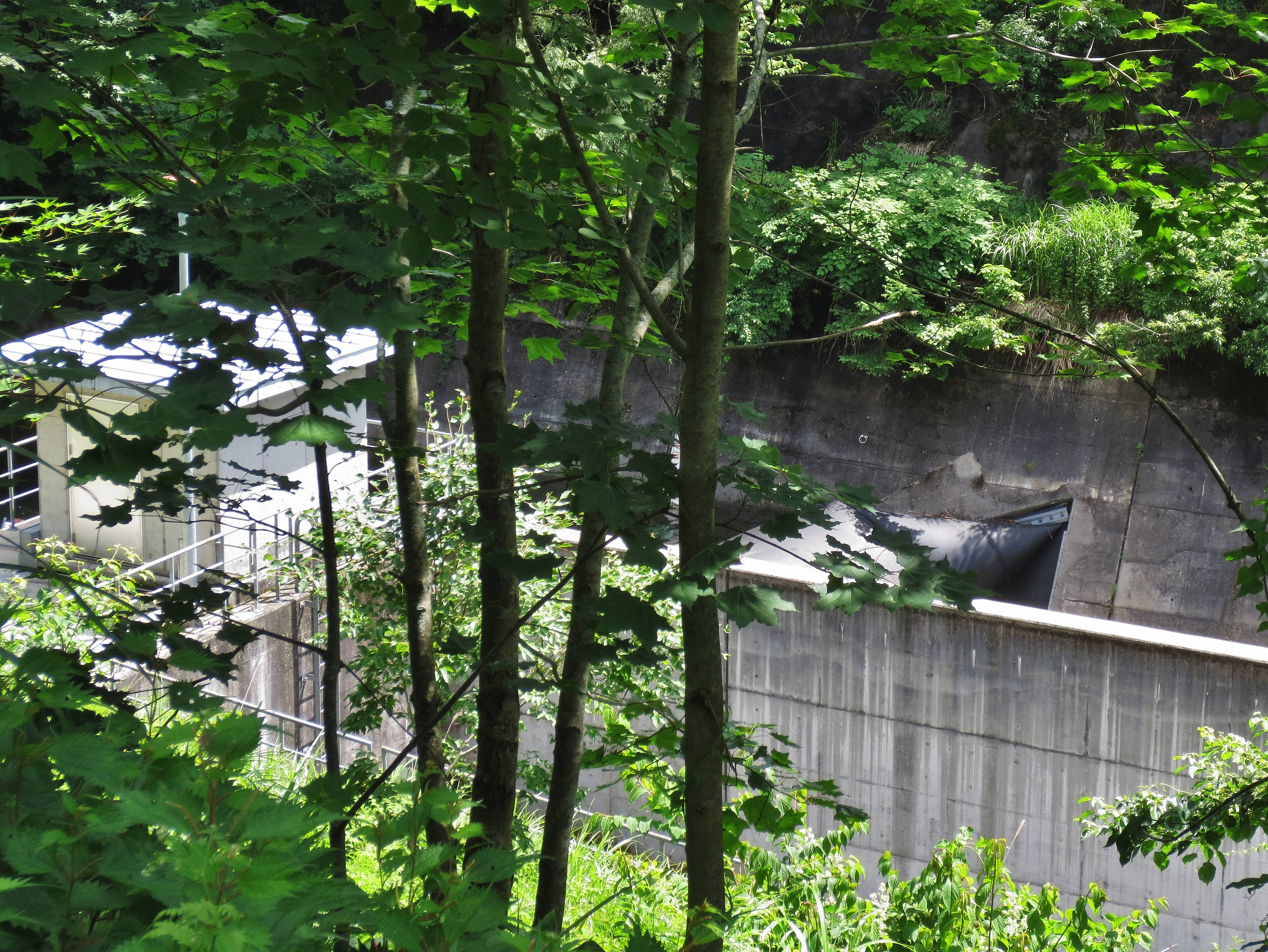
湯ノ小屋沢から奈良俣ダムへ導水する堰